# (1256) Normannia
(1256) Normannia est un astéroïde de la ceinture principale extérieure découvert le 8 août 1932 par l'astronome allemand Karl Wilhelm Reinmuth. Le lieu de découverte est Heidelberg (024). Sa désignation provisoire était 1932 PD.